# Zirak
Zirak är ett berg i Armenien.   Det ligger i provinsen Vajots Dzor, i den sydöstra delen av landet, 110 kilometer öster om huvudstaden Jerevan. Toppen på Zirak är 2 137 meter över havet.
Terrängen runt Zirak är lite bergig. Runt Zirak är det ganska glesbefolkat, med 42 invånare per kvadratkilometer.. Närmaste större samhälle är Jermuk, 4,4 kilometer nordväst om Zirak. 
Trakten runt Zirak består i huvudsak av gräsmarker.